# Autopista AP-68
L'autopista AP-68,  chiamata anche autopista Vasco Aragonesa ("autostrada Basco-Aragonese"), è un'autostrada spagnola che parte dall'intersezione 22 della AP-8 (strada europea E70) e termina nell'autostrada A-2 in un intercambio con il raccordo anulare (Terza Cintura) di Saragozza (Z-40). La costruzione dell'autostrada, iniziata nel 1974, è stata conclusa nel 1978. La concessionaria dell'autostrada è Avasa.
Nel 2000 il governo di José María Aznar ha esteso la concessione che scadeva nel 2011 fino al 2026, rendendo impossibile stendere un'altra volta la concessione. La procedura è stata criticata dall'Aragona e dai Paesi Baschi, governati allora rispettivamente dal PSOE e dal PNV. Il prezzo del pedaggio è stato ridotto.